# Mehmet Akif Ersoy

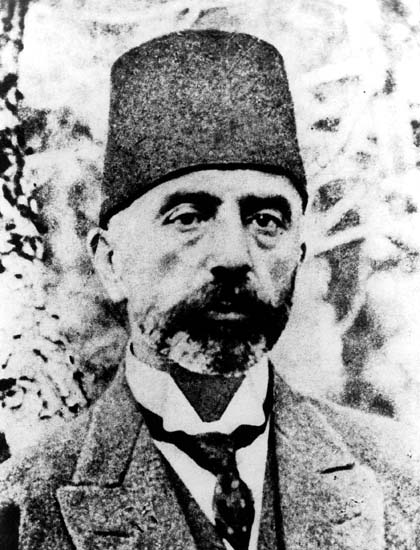
Mehmet Akif Ersoy

Mehmet Akif Ersoy (Istanboel, 20 december 1873 - Istanbul, 27 december 1936) was een Turkse dichter die onder andere het Turks volkslied heeft geschreven. Hij studeerde diergeneeskunde. Hij wordt door Turken gezien als de nationale dichter. Het volkslied, İstiklâl Marşı (Onafhankelijkheidsmars) werd in 1921 officieel ingevoerd. 
- Bibsys: 99054224
- Bibliothèque nationale de France: cb13519910m (data)
- CiNii: DA13969565
- Gemeinsame Normdatei: 118985191
- International Standard Name Identifier: 0000 0001 2122 5266
- Library of Congress Control Number: n83206802
- MusicBrainz: 2ee3aa4d-d057-40fb-85e3-a6035d20771b
- Nationale Bibliotheek van Israël: 987008817582605171
- Nederlandse Thesaurus van Auteursnamen: 07415141X
- Istituto Centrale per il Catalogo Unico: VEAV469519
- Système universitaire de documentation: 05855758X
- TDVİA: mehmed-akif-ersoy
- Virtual International Authority File: 17379517
- WorldCat: E39PBJwmYg3xwhjYhbd6kPdqQq